# Đăk Kôi
Đăk Kôi là một xã thuộc huyện Kon Rẫy, tỉnh Kon Tum, Việt Nam.
Xã Đăk Kôi có diện tích 326,57 km², dân số năm 2019 là 2.753 người, mật độ dân số đạt 8 người/km².